# 溝口琢矢
溝口 琢矢（みぞぐち たくや、1995年5月9日 - ）は、日本の俳優。東京都出身。アミューズ所属。
ドリフェス! 5次元アイドル応援プロジェクト『DearDream』のメンバーである。

## 略歴
2007年に俳優デビュー。同年公開の映画『劇場版 仮面ライダー電王 俺、誕生!』で仮面ライダーミニ電王 / 小太郎（少年期の野上良太郎） 役を演じた。
電王シリーズの後継シリーズとして2009年・2010年に展開された超・電王シリーズでは佐藤健に代わり野上良太郎役で出演している。

## 出演

### テレビドラマ
- ファースト・キス 第3話（2007年7月23日、フジテレビ）- 後藤翼 役
- 水曜ミステリー9 港町人情ナース2〜伊豆温泉リゾート殺人事件〜（2007年8月8日、テレビ東京） - 三沢祐樹 役
- 未来講師めぐる 第2話（2008年1月18日、テレビ朝日） - 山内雅也 役
- いのちのいろえんぴつ（2008年3月22日、テレビ朝日） - 川越真二 役
- 学校じゃ教えられない! 第5話・第7話（2008年8月12日・26日、日本テレビ） - 見城良太 役
- 大河ドラマ 天地人 第1話・第2話・第23話（2009年1月4日・11日・6月7日、NHK総合） - 長尾喜平次（上杉景勝の幼少時代） 役
- 仮面ライダーシリーズ（テレビ朝日）
  - 仮面ライダーディケイド 第15話（2009年5月3日） - 野上良太郎 役
  - 仮面ライダーゴースト（2015年10月4日 - 2016年9月25日） - シブヤ 、八王子テツヤ 役[4]
  - 仮面ライダージオウ 第13話（2018年12月2日） - シブヤ 役（友情出演）[5]
- 相棒（テレビ朝日）
  - Season9 第13話（2011年1月26日)  - 藤吉祐太 役
  - Season18 第18話（2020年3月4日） - 宮倉涼 役
- 土曜ワイド劇場 事件15（2012年5月12日、テレビ朝日） - 中井舜 役
- 明日もきっと、おいしいご飯〜銀のスプーン〜（2015年6月1日 - 7月31日、東海テレビ放送） - 若月優 役[6]
- ノーサイド・ゲーム 第8話・第9話（2019年9月1日・8日、TBS） - 滝川桂一郎（学生時代） 役[7]
- アリバイ崩し承ります（2020年2月1日 - 3月14日、テレビ朝日）- 堀雅人 役[8]
- CODE1515 第1話・第10話（2020年5月11日・9月28日、BSフジ） - 和田選手 役
- 先生を消す方程式。 第3話（2020年11月14日、テレビ朝日） - 瀧信二 役
- 善人長屋（2022年7月8日 - 8月26日、NHK BSプレミアム・NHK BS4K） - 文吉 役[9][10]
- 純愛ディソナンス 第3話（2022年7月28日、フジテレビ） - 寺尾優 役
- 天使の耳〜交通警察の夜（2023年3月20日、NHK BS4K） - 世良一之 役
- あいつが上手で下手が僕で シーズン2（2023年4月26日 - 6月14日、日本テレビ） - 東雲嵩紀 役[11][12]
  - あいつが上手で下手が僕で -巡巡決勝篇-（2024年7月19日 - 9月6日、日本テレビ）[13]

### 配信ドラマ
- 三色丼、めしあがれ 第1話 - 第3話・「瀬戸内家 特別編」（2015年1月7日 - 28日、NOTTV） - 瀬戸内文太 役[14]
- 僕だけがいない街（2017年12月15日 - 、Netflix） - 杉田広美 役

### バラエティ番組
- モンスターライフ（2019年7月13日 - 2022年12月17日、仙台放送 / 2019年7月15日 - 2022年12月19日、YouTube） - タクヤ 役
- ハンサムゼミ（2021年1月26日 - 12月22日、MBS）[15]

### 映画
- 仮面ライダーシリーズ（東映）
  - 劇場版 仮面ライダー電王 俺、誕生!（2007年8月4日） - 野上良太郎（幼少期）/小太郎 役
  - 劇場版 超・仮面ライダー電王&ディケイド NEOジェネレーションズ 鬼ヶ島の戦艦（2009年5月） - 野上良太郎 役
  - 仮面ライダー×仮面ライダー×仮面ライダー THE MOVIE 超・電王トリロジー（2010年） - 野上良太郎 役
    - EPISODE RED ゼロのスタートウィンクル
    - EPISODE BLUE 派遣イマジンはNEWトラル
    - EPISODE YELLOW お宝DEエンド・パイレーツ

  - 仮面ライダー×仮面ライダー ゴースト&ドライブ 超MOVIE大戦ジェネシス（2015年12月12日） - シブヤ 役
  - 仮面ライダー1号（2016年3月26日） - シブヤ 役
  - 劇場版 仮面ライダーゴースト 100の眼魂とゴースト運命の瞬間（2016年8月6日） - シブヤ 役
  - 仮面ライダー平成ジェネレーションズ Dr.パックマン対エグゼイド&ゴーストwithレジェンドライダー（2016年12月10日） - シブヤ 役
- スキヤキ・ウエスタン ジャンゴ（2007年9月15日、ソニー・ピクチャーズ エンタテインメント） - 主演・ガンマン（幼少期） 役
- 斬〜KILL〜「こども侍。」（2008年12月6日、ジェネオンエンタテインメント） - 主演・龍太郎 役
- 忍たま乱太郎 （2011年07月23日、ワーナー・ブラザース映画） - 斉藤タカ丸 役
- ジョーカーゲーム （2012年12月） - 浅野圭一 役
- シュウカツ2（2018年2月24日、ノースシーケーワイ） - 一次面接『ディベート』主演（戸谷公人とW主演）
- シュウカツ3（2018年12月7日、ノースシーケーワイ）
- AI探偵（2019年10月18日、ノースシーケーワイ） - 三本頼家 役
- 今はちょっと、ついてないだけ（2022年4月8日、ギャガ）
- ハザードランプ（2022年、公開中止、東映ビデオ）[16][17]
- 大河への道（2022年5月20日、松竹） - 伊能忠敬の測量隊・友蔵 役 / 山本友輔 役[18][19]

### 舞台
- STRAYDOGプロデュース公演『へなちょこヴィーナス』（2012年9月11日 - 16日、テアトルBONBON） - 金田辰夫 役
- FROGS （2013年5月17日 - 26日、シアターグリーン / 7月18日 - 27日、AiiA Theater Tokyo、アミューズ） - テル 役[20]
- FROGS Special公演（2013年7月23日・7月27日、AiiA Theater Tokyo、アミューズ） - コブン 役[20]
- 見上げればあの日と同じ空（再演）（東京公演：2014年5月21日 - 25日、本多劇場 / 大阪公演：5月31日、サンケイホールブリーゼ、アミューズ） - 渡辺正一 役
- HISTORY BOYS / ヒストリーボーイズ（東京公演：2014年8月29日 - 9月14日 / 世田谷パブリックシアター、大阪公演：9月18日 - 21日 / 森ノ宮ピロティホール、CATプロデュース） - アンダースタディ[21]
- さくら色 オカンの嫁入り（志木公演：2015年1月21日、志木市民会館パルシティ / 東京公演：3月20日 - 23日 / 三越劇場、CATプロデュース） - ハチ（犬） 役[22]
- 俺と世界は同じ場所にある（2015年12月15日 - 20日、シアター711、アミューズ） - ポン 役
- さくら色 オカンの嫁入り（2017）（プレビュー公演：2017年1月20日、 志木市民会館パルシティ / 四国公演：1月22日 - 31日、いまばり市民劇場 他5劇場 / 大阪公演:2月2日、すばるホール 2階ホール
  / 東京公演：2月8日 - 15日、博品館劇場 / 長野公演：3月8日 - 17日、上田市民劇場 他6劇場、CATプロデュース） - ハチ（犬） 役[23]
- オーバーリング・ギフト（2017年6月15日 - 25日、DDD青山クロスシアター、CATプロデュース） - トトイ 役
- 劇団アニメ座ハイブリッド -舞台俳優は伊達じゃない!-（2018年4月5日 - 8日、CBGKシブゲキ!!） - アモン 役
- Coloring Musical『Indigo Tomato』（東京公演：2018年5月23日 - 30日、博品館劇場 / 大阪公演：6月9日 - 10日、サンケイホールブリーゼ） - マモル 役
- もっと歴史を深く知りたくなるシリーズ 第6弾 舞台『ジョン万次郎』（2018年6月14日 - 24日、EX THEATER ROPPONGI） - 主演・ジョン万次郎 役[24]
- 宝塚BOYS ☆team SKY（2018年8月15日 - 9月2日、東京芸術劇場 プレイハウス 他3会場） - 竹内重雄 役
- 歴タメLive〜歴史好きのエンターテイナー大集合〜第3弾（2018年9月8日 - 9日、EX THEATER ROPPONGI） - ジョン万次郎 役
- 熱血硬派くにおくん 乱闘演舞編（2018年11月21日 - 25日、全労済ホール / スペース・ゼロ） - 主演・くにお 役
- Boss&Police〜ガケデカ後藤誠一郎〜（2019年1月9日 - 13日、CBGKシブゲキ!!）
- 怜々蒐集譚（2019年2月16日 - 27日、新国立劇場 小劇場） - 南 役
- 歴タメLive〜歴史好きのエンターテイナー大集合〜第4弾（2019年3月15日 - 17日、EX THEATER ROPPONGI）
- 劇団アニメ座ハイブリッド -めぐりあい・舞台-（2019年3月23日 - 24日、CBGKシブゲキ!!） - アモン 役
- 新作ミュージカル『花園 HANAZONO』（2019年4月13日 - 21日、座・高円寺1） - 主演・竜胆 役
- ミュージカル『リューン〜風の魔法と滅びの剣〜（再演）』（2019年6月1日 - 7月6日、相模女子大学 グリーンホール 他6会場） - ファンルン 役
- カリソメノカタビラ〜奇説デオン・ド・ボーモン〜（2019年9月12日 - 23日、浅草九劇）
- MONSTER LIVE!（2019年10月4日 - 6日、俳優座劇場）
- 朗読劇『寄席から始まる恋噺』（2019年11月3日、三越劇場）
- MONSTER LIVE! シーズン2 〜今回からモンステって名乗っても良いですか?〜（2020年2月14日 - 16日、草月ホール）
- NAPPOS PRODUCE 舞台『かがみの孤城』（2020年8月28日 - 9月22日、サンシャイン劇場 他2会場） - リオン 役[25]
- RISU PRODUCE vol.24『イキザマ３』（2020年10月16日 - 25日、赤坂RED/THEATER） - 主演・野瀬浩之 役
- MONSTER WAVE SP 〜怪優たちと聖なる公開生配信〜（2020年12月25日、新宿角座）
- MONSTER LIFE コント公開収録 〜もんさぽ以外立入禁止!!〜（2020年12月26日・27日、新宿角座）
- MONSTER LIVE! シーズン3 〜もんさぽのみなさん、僕たち怪優になれてます?〜（2021年1月29日 - 30日、目黒区中小企業センターホール）
- MONSTER LIFE present's VIPもんさぽ限定 春の新作コント祭り!!!（2021年3月12日 - 14日、すみだパークシアター倉）
- モダンボーイズ（2021年4月3日 - 16日、新国立劇場 中劇場） - 木村兵吉 役[26]
- Being at home with Claude 〜クロードと一緒に〜2021（2021年7月3日 - 11日、東京芸術劇場 シアターウエスト） - 主演・彼（イーブ） 役[27]
- ワールドトリガー the Stage（東京公演：2021年11月19日 - 28日、品川プリンスホテル ステラボール / 大阪公演：12月2日 - 5日、サンケイホールブリーゼ） - 主演・三雲修 役[注釈 2][28][29]
  - 『ワールドトリガー the Stage』大規模侵攻編（東京公演：2022年8月5日 - 7日、品川プリンスホテル ステラボール / 京都公演：8月19日 - 21日、京都劇場）[30][31]
  - 『ワールドトリガー the Stage』B級ランク戦開始編（2023年8月5日 - 6日、シアター1010 / 8月10日 - 13日、サンケイホールブリーゼ / 8月18日 - 27日、天王洲 銀河劇場）[32]
  - 『ワールドトリガー the Stage』ガロプラ迎撃編（2024年10月25日 - 11月4日、シアターH / 11月9日・10日、キャナルシティ劇場 / 11月15日 - 17日、COOL JAPAN PARK OSAKA WWホール / 11月22日 - 24日、天王洲 銀河劇場）[33][34]
  - 『ワールドトリガー the Stage』B級ランク戦最終決戦編（2025年4月12日 - 20日、日本青年館ホール / 4月24日 - 27日、COOL JAPAN PARK OSAKA WWホール / 5月2日 - 11日、シアターH）[35]
- LOVE LETTERS 〜31st Season Anniversary Special〜（2022年2月3日、PARCO劇場） - アンディ 役[36]
- MONSTER LIFE present's「VIP もんさぽ限定 怪物だらけの超（ウルトラ）文化祭!」（2022年9月30日 - 10月2日、DDD青山クロスシアター）
- オルレアンの少女-ジャンヌ・ダルク-（2022年10月6日 - 9日、シアタートラム / 10月15日 - 16日、COOL JAPAN PARK OSAKA TTホール） - シャルル7世 役[37][38]
- あいつが上手で下手が僕で（東京公演：2022年11月18日 - 24日、日本青年館ホール / 大阪公演：12月2日 - 4日、COOL JAPAN PARK OSAKA WWホール） - 東雲嵩紀 役[39]
  - あいつが上手で下手が僕で -決戦前夜篇-（東京公演：2024年5月3日 - 12日、IMM THEATER / 大阪公演：5月18日・19日、サンケイホールブリーゼ）[40]
- 仮面山荘殺人事件（東京公演：2023年10月11日 - 15日、サンシャイン劇場 / 大阪公演：10月18日 - 19日、サンケイホールブリーゼ） - 主演・樫山高之 役[41]
- 朗読劇『朝彦と夜彦1987』（2024年1月12日・14日、渋谷区文化総合センター大和田 さくらホール） - 山田夜彦 役[42]
- 舞台『緑に満ちる夜は長く…』（2024年3月1日 - 17日、新国立劇場 小劇場 / 3月30日・31日、COOL JAPAN PARK OSAKA TTホール） - ケイ 役[43]
- 彼方からのうた -SONG FROM FAR AWAY-（2024年8月2日 - 13日、吉祥寺シアター）[44]
- Mystery Theater vol.2『スターライドオーダー2』（2024年12月29日、ブルースクエア四谷） - もつにこみ 役[45]
- Zu々プロデュース10周年記念公演 第2弾『ダイアナ〜それぞれのダイアナ〜』（2025年9月3日 - 15日〈予定〉、横浜赤レンガ倉庫 1号館 3Fホール）[46]

### テレビアニメ
- アニメ『ドリフェス!』（インターネット放送：2016年9月23日 - 12月16日 / テレビ放送：2016年10月7日 - 12月23日、BN Pictures） - 及川慎（声・モーションアクター[47][48]） 役
- アニメ『ドリフェス!R』（インターネット放送：2017年8月23日 - 11月8日、 / テレビ放送：2017年10月6日 - 12月23日、BN Pictures） - 及川慎（声・モーションアクター） 役
- アニメ『働くお兄さん!』（2018年1月5日 - 3月23日、Tomovies） - ロシ原クエ彦 役[49]
- アニメ『働くお兄さん!の2!』（2018年7月6日 - 9月21日、Tomovies） - ロシ原クエ彦 役

### ライブ・イベント
- Amuse Presents SUPER ハンサム LIVE 2013(2013年12月26日 - 27日、舞浜アンフィシアター、アミューズ)
- ドラマ『三色丼、めしあがれ』第1話 先行試写会 〜キャストと一緒にドラマの世界へ〜（2014年12月18日、東京ミッドタウン）[14]
- Amuse Presents SUPER ハンサム LIVE 2014（2014年12月26日 - 28日、パシフィコ横浜 国立大ホール、アミューズ）[50]
- ミミーの日だからおごってよ! 2015 supported by アテンダ国際特許事務所（2015年3月31日、J-SQUARE SHINAGAWA ）[51]
- 池袋縦断!カードラリーイベント『Miracle Greeting 01』（2015年11月7日 - 8日、ナムコ・ナンジャタウン）
- 復習DVD発売記念 先行上映会（2015年11月15日、ラフォーレミュージアム六本木、アミューズ）
- 超英雄祭 KAMEN RIDER × SUPER SENTAI LIVE & SHOW 2016（2016年1月21日、日本武道館、テレビ朝日/BS朝日/東映）
- Anime Japan 2016（2016年3月26日、東京ビッグサイト）
- DearDream デビューシングル『NEW STAR EVOLUTION』発売記念イベント「壮馬がゆく ドリフェス!全国行脚の旅」（2016年4月30日、アニメイト大阪日本橋店 / 4月30日、アニメイト名古屋店 / 
5月1日、HMV&BOOKS TOKYO / 5月1日、アニメイト新宿店）
- 仮面ライダーゴースト スペシャルイベント『大天空寺ナイト』（2016年5月3日、グランドプリンスホテル新高輪、テレビ朝日/BS朝日/東映）
- ドリフェス!ファンミーティング01〜応援で叶える1stステージ!〜（2016年6月26日、サイエンスホール）
- テレビ朝日・六本木ヒルズ 夏祭り SUMMER STATION 『夏映画スペシャルイベント トークショー&主題歌ライブ』（2016年7月22日・8月1日、六本木ヒルズアリーナ、テレビ朝日/BS朝日/東映）
- アニメ『ドリフェス!』〜応援を届ける上映会〜（2016年9月23日、シネマート新宿）
- アニメ『ドリフェス!』OP/EDテーマ『PLEASURE FLAG / シンアイなる夢へ!』リリースイベント『Miracle☆Greeting! 02』（2016年10月1日、池袋サンシャインシティ 噴水広場）
- AGF 2016（2016年11月5日 - 6日、池袋サンシャインシティ 文化会館2階Dホール）
- ANIMAX MUSIX 2016 YOKOHAMA（2016年11月23日、横浜アリーナ）
- 『ドリフェス!』Blu-ray&DVD発売記念イベント〜慎の部屋〜（2016年12月3日、アニメイトAKIBAガールズステーション）
- LisOeuf♪Party! 2016 - WINTER -（2016年12月6日、TOKYO DOME CITY HALL)[52]
- Amuse Presents HANDSOME FESTIVAL 2016（2016年12月17日 - 18日、TOKYO DOME CITY HALL / 12月29日、東京国際フォーラム ホールA、アミューズ）[53]
- ドリフェス!ファンミーティング02〜感謝をとどける2ndステージ!!〜（2017年1月7日 - 8日、ニッショーホール）
- DearDream 1stフルアルバム『Real Dream』発売記念イベント「DearDreamがゆく 全国行脚の旅」（2017年3月4日、アニメイト名古屋店 / 3月5日、アニメイト大阪日本橋店 / 4月1日、サイエンスホール）[54]
- DearDream 1st LIVE『Real Dream』(2017年5月4日、Zepp DiverCity Tokyo）
- Original Entertainment Paradise-おれパラ- 10th Anniversary 〜ORE!!SUMMER〜（2017年7月15日、富士急ハイランド コニファーフォレスト）[55]
- BILIBILI WORLD 2017（2017年7月23日、上海万博展覧館）
- アニメ『ドリフェス!R』最速先行上映会（2017年8月23日、TOHOシネマズ新宿）
- ドリフェス!ファンミーティング03『D-Fourプロダクション大運動会』（東京公演：2017年9月17日 - 18日、日本青年館 / 大阪公演：9月29日 - 30日、堂島リバーフォーラム）
- ハロウィン フェス 2017『ジャック・オー・ランド』（2017年10月21日 - 22日、横浜アリーナ）
- 第14回 東京国際ミュージック・マーケット（2017年10月24日、TSUTAYA O-EAST）
- DearDream & KUROFUNE ニューシングル発売記念イベント「DearDream & KUROFUNEがゆく 全国行脚の旅」（2017年10月28日、アニメイト仙台店 / 10月29日、アニメイト札幌店 
/ 11月11日、アニメイト新宿店）
- AGF 2017〜ドリフェス!Miracle☆Greeting!03〜（2017年11月3日、池袋サンシャインシティ 噴水広場）
- LisOeuf♪ Party 2017 - AUTUMN -（2017年11月4日、日本青年館ホール）
- 沢村千弦 バースデーパーティ（2017年11月12日、アニON STATION AKIHABARA）
- BREAK OUT祭 2017 -autumn-（2017年11月19日、Zepp Tokyo）
- Act Against AIDS『THE VARIETY 25』〜絶好調俳優大熱唱! 本物聴かせますミュージシャン!〜（2017年12月1日、日本武道館）
- ドリフェス!R BD・DVD発売記念イベント『ちょっとDearDream‼ 私の質問、答えなさいよ!』（2017年12月3日、アニメイトAKIBAガールズステーション）
- アニメ『働くお兄さん!』先行上映会（2017年12月16日、アニメイト新宿店）
- Amuse Presents HANDSOME FILM FESTIVAL 2017（2017年12月25日 - 27日、TOKYO DOME CITY HALL、アミューズ）[56]
- DearDream 1st LIVE TOUR 2018『ユメノコドウ』（東京公演：2018年1月10日、TOKYO DOME CITY HALL / 福岡公演：1月13日、ソレイユホール / 大阪公演：1月20日、Zepp Osaka Bayside / 
愛知公演：2月11日、一宮市民会館 / 神奈川公演：2月25日、パシフィコ横浜）
- 映画『シュウカツ2』完成披露試写会（2018年1月28日、ヤクルトホール）
- ドリフェス! presents『BATTLE LIVE KUROFUNE vs DearDream』（2018年2月3日 - 4日、なかのZERO 大ホール）
- ワンダーフェスティバル  2018 冬（2018年2月18日、幕張メッセ 国際展示場1-8ホール）
- TVアニメ『働くお兄さん!』Music Selection 履歴書01 リリースイベント『働くDearDream!』（2018年5月19日、サイエンスホール）
- 映画『シュウカツ2』DVD発売先行イベント（2018年6月3日、ユナイテッド・シネマ豊洲）
- 舞台『ジョン万次郎』開幕直前インストアトークイベント（2018年6月6日、Mt.RAINIER HALL SHIBUYA PLEASURE PLEASURE）
- Blu-ray&DVD『働くお兄さん!』発売記念 名刺風カードお渡し会（2018年6月30日、アニメイト池袋本店）
- TVアニメ『働くお兄さん!の2!』先行上映会（2018年7月1日、有楽町オルタナティブシアター）
- Animelo Summer Live 2018 "OK!"（2018年8月24日、さいたまスーパーアリーナ）
- ドリフェス! Presents FINAL STAGE at NIPPON BUDOKAN『ALL FOR TOMORROW!!!!!!!』（2018年10月20日 - 21日、日本武道館）
- 映画『シュウカツ3』完成披露試写会（2018年10月28日、ユナイテッド・シネマ アクアシティお台場）
- 東京ジョイポリスで働くお兄さん!スペシャルトークショー（2018年11月3日、東京ジョイポリス）
- もっと歴史を深く知りたくなるシリーズ 第6弾 舞台『ジョン万次郎』DVD発売記念イベント（2018年11月4日、ユナイテッド・シネマ アクアシティお台場）
- 『歴タメLive2018〜歴史好きのエンターテイナー大集合!〜vol.3』プレミアム上映会＋トークイベント（2018年11月4日、ユナイテッド・シネマ アクアシティお台場）
- Act Against AIDS 2018『THE VARIETY 26』〜遂に!俳優だけの武道館ライブ!!…大丈夫なのか〜〜!?〜（2018年12月1日、日本武道館）
- 劇団アニメ座ハイブリッド祭（2018年12月7日、ルミネ the よしもと）
- Blu-ray&DVD『働くお兄さん!の2!』発売記念 ティッシュ配りのお兄さん!（2018年12月8日、アニメイト横浜）
- 映画『シュウカツ3』公開記念舞台挨拶登壇（東京）（2018年12月9日、ユナイテッド・シネマ アクアシティお台場）
- TVアニメ『働くお兄さん!』BD&DVDイベント（2019年1月27日、八王子市芸術文化会館 いちょうホール）
- 「夜な夜なバチェラー飯」THE PARTY 〜YOKOHAMAから愛を添えて〜（2019年3月10日、関内ホール）
- 映画『シュウカツ3』DVD発売先行イベント（2019年3月31日、浜離宮朝日ホール・小ホール）
- 溝口琢矢ファースト写真集『QUIET!』発売記念イベント（2019年6月30日 - 7月28日、星野書店 近鉄パッセ店 他5会場）
- 映画『AI探偵』完成披露試写会（2019年8月24日、ユナイテッド・シネマ アクアシティお台場）
- DIGITAL TRACK『MONSTER LIFE』発売記念イベント（2019年9月29日、HMV&BOOKS SHIBUYA）[57]
- Act Against Anything VOL.1『THE VARIETY 27』（2020年12月1日、日本武道館）[58]
- Amuse Presents SUPER HANDSOME LIVE 2021『OVER THE RAINBOW』（2021年4月9日 - 11日、TOKYO DOME CITY HALL）[59]
- 溝口琢矢 2021-2022 カレンダー『みぞたび〜群馬ひとりキャンプ編〜』発売記念イベント（2021年5月8日 - 9日）[注釈 3]
- BUKATSU花火部FUN OUT!（2021年12月25日、西湖）
- MONSTER LIVE! シーズン4 〜ウチの推しがレベルアップしてないはずがない〜（2022年2月4日 - 6日〈予定〉、中小企業センターホール）[60]
- 溝口琢矢 2022-2023 カレンダー『みぞたび〜屋久島ネイチャー編〜』発売記念イベント（2022年2月12日・13日・19日、HMV&BOOKS SHIBUYA 他1会場）[注釈 4]
- Act Against Anything VOL.2『THE VARIETY 28』（2022年11月26日、パシフィコ横浜）
- Amuse Presents SUPER HANDSOME LIVE 2022『“ROCK YOU! ROCK ME!!”』（2022年12月29日・30日、LINE CUBE SHIBUYA）[61]
- 溝口琢矢 2023-2024 カレンダー『みぞたび〜伊勢・志摩編〜』発売記念イベント（2023年2月4日・11日・12日、HMV&BOOKS SHINSAIBASHI 他2会場）
- Amuse Presents SUPER HANDSOME LIVE 2024『WEAHHHHH!!』（2024年3月22日 - 24日、LINE CUBE SHIBUYA]）[62]
- 溝口琢矢 2024-2025 カレンダー『みぞたび〜祝！5周年・福井編〜』発売記念イベント（2024年4月6日・7日・20日、HMV&BOOKS SHINSAIBASHI 他2会場）[63]
- 最初で最後?!TEAM HANDSOME!冬の大運動会（2024年12月28日、アリーナ立川立飛）[64]
- Amuse Presents 20th Anniversary ULTRA HANDSOME LIVE 2025“ZERO”（2025年12月27日・28日〈予定〉、パシフィコ横浜 国立大ホール）[65]

### CM
- 日産自動車 SERENA
- NISSEN '06秋号
- 森永製菓 『チーズスティック』2つの選べるキャンペーン（2017年9月27日 - 11月30日）
- キリンビール キリン一番搾り 糖質ゼロ（2024年）[66]

### ラジオ
- ドリフェス!ラジオ（2015年12月10日 -2018年10月13日 、アニメイトタイムズ）[67]

### インターネット放送
- SUPER ハンサム LIVE presents『ハンサム放送局』（2014年10月5日 - 12月24日、STOLABO TOKYO USTREAMチャンネル）[68]
- DearDreamの五色丼（2016年3月16日・9月28日、STOLABO TOKYO USTREAMチャンネル）[68]
- ニコニコ生放送番組『電波ラボラトリー』（2016年6月9日・2017年3月2日、ニコニコ生放送）
- アニメイトチャンネル『ドリフェス!研究室』（2016年10月6日 - 2017年12月7日、アニメイトチャンネル）[69]
- 『ドリフェス!』スペシャル サイコ―超えてる!ミラクル☆ステージ（2016年12月30日、アニメイトチャンネル）
- スペシャのヨルジュウ♪（2017年3月1日、スペースシャワーTV）
- ドリフェス!部（2018年4月18日 - 9月27日、バンダイチャンネル）

### ゲーム
- ライブリズムアプリ『ドリフェス!/ドリフェス!R』（2016年5月25日 - 2018年5月1日） - 及川慎 役
- データカードダス 『ドリフェス!/ドリフェス!R』（2016年11月24日 - 2018年3月28日） - 及川慎 役

### モデル
- TEAM HANDSOME!×SHIBUYA109 Valentine Campaign（2021年2月9日 - 23日）[70]

### その他
- 2.5次元アイドル応援プロジェクト『ドリフェス!』（2015年10月9日- ） - 及川慎 役
- FAST Re:Story Relay『春の彼方』 第5話（2020年6月12日）

## 作品

### CD
- 予習＋復習サウンドトラック2013『LAUGH & PEACE』(2013年12月3日、アミューズソフトエンタテインメント）
- 予習＋復習サウンドトラック2014『EVER LASTING STORY』（2014年12月3日、アミューズソフトエンタテインメント）
- 2.5次元アイドル応援プロジェクト『ドリフェス!』 DearDreamデビューシングル『NEW STAR EVOLUTION』（2016年3月16日、バンダイビジュアル）[71]
- 2.5次元アイドル応援プロジェクト『ドリフェス!』 DearDream 2ndシングル『PLEASURE FLAG / シンアイなる夢へ!』』（2016年9月28日、バンダイビジュアル）
- 2.5次元アイドル応援プロジェクト『ドリフェス!』ミニアルバム『Welcome To D-Four Production』（2016年11月2日、ランティス）
- HANDSOME FESTIVAL 2016 予習Sound Track（2016年11月23日、アミューズ）
- 2.5次元アイドル応援プロジェクト『ドリフェス!』オリジナルサウンドトラック（2017年1月11日、ランティス）
- 2.5次元アイドル応援プロジェクト『ドリフェス!』 DearDream 1stアルバム『Real Dream』（2017年2月22日、ランティス）
- 2.5次元アイドル応援プロジェクト『ドリフェス!』ミニアルバム2『Catch Your Yell!!』（2017年4月26日、ランティス）[72]
- 5次元アイドル応援プロジェクト『ドリフェス!R』 DearDream 3rdシングル『ユメノコドウ / 真夏色ダイアリー』（2017年9月27日、ランティス）
- 5次元アイドル応援プロジェクト『ドリフェス!R』 DearDream & KUROFUNE シングル『ALL FOR SMILE!』（2017年10月25日、ランティス）
- TVアニメ『ドリフェス!R』挿入歌シングル『Symmetric love / You are my RIVAL』（2017年12月20日、ランティス）
- SHUFFLE LIVE 01（2018年1月31日、ランティス）
- TVアニメ『働くお兄さん!』Music Selection 履歴書01（2018年4月25日、ランティス）
- 5次元アイドル応援プロジェクト『ドリフェス!R』DearDream 2ndアルバム『ALL FOR TOMORROW!!!!!!!』（2018年8月22日、ランティス）
- TVアニメ『働くお兄さん!』Music Selection 履歴書02（2018年10月3日、ランティス）
- 15th Anniversary SUPER HANDSOME COLLECTION『JUMP↑』（2019年11月30日、アミューズソフトエンタテインメント）
- SUPER HANDSOME COLLECTION『GET IT BACK!』（2020年12月23日、アミューズソフトエンタテインメント）[73]
- SUPER HANDSOME COLLECTION『HERE WE AHHHHH!』（2023年12月20日、アミューズソフトエンタテインメント）

### 配信シングル
- DIGITAL TRACK『MONSTER LIFE』（2019年9月20日）[57]

### 映像ソフト
- THE GAME～Boy's Film Show～(2009年、アミューズソフトエンタテインメント)
- FROGS(2013年11月15日、アミューズソフトエンタテインメント)
- 見上げればあの日と同じ空（再演）(2014年9月下旬、アミューズソフトエンタテインメント)
- BOYS,BE HANDSOME!!!（2015年11月18日、アミューズソフトエンタテインメント）
- 三色丼、めしあがれ DVD-BOX（2016年10月20日、ラインコミュニケーションズ）
- 三色丼、めしあがれ Vol.1 1985年 瀬戸内家編（2016年11月20日、ラインコミュニケーションズ）
- ゴースト RE:BIRTH 仮面ライダースペクター（2017年4月19日、東映ビデオ） - シブヤ 役
- Amuse Presents HANDSOME FESTIVAL 2016（2017年6月14日、アミューズソフトエンタテインメント）
- オーバーリング・ギフト（2017年10月15日、アミューズソフトエンタテインメント）
- Blu-ray&DVD『働くお兄さん!』（2018年6月29日、ムービック）
- 映画『シュウカツ2』（2018年6月下旬、ノースシーケーワイ）
- Amuse Presents HANDSOME FILM FESTIVAL 2017（2018年7月7日、アミューズソフトエンタテインメント）
- Coloring Musical『Indigo Tomato』（2018年8月下旬、Indigo Tomato製作委員会）
- Blu-ray&DVD『働くお兄さん!の2!』（2018年10月26日、ムービック）
- もっと歴史を深く知りたくなるシリーズ 第6弾 舞台『ジョン万次郎』（2018年11月上旬、アミューズソフトエンタテインメント）
- 舞台『熱血硬派くにおくん 乱闘演舞編』（2019年3月29日、SOLID STAR）
- 『宝塚BOYS』DVD（2019年4月22日、株式会社キューブ）
- 映画『シュウカツ3』（2019年5月、ノースシーケーワイ）
- 怜々蒐集譚（2019年6月下旬、Zu々）
- 新作ミュージカル『花園 HANAZONO』（2019年8月下旬、舞台芸術集団 地下空港）
- 映画『AI探偵』（2020年1月、ノースシーケーワイ）
- SUPER HANDSOME LIVE 2021 OVER THE RAINBOW（2021年10月20日、アミューズソフトエンタテインメント）
- Amuse Presents SUPER HANDSOME LIVE 2022 “ROCK YOU! ROCK ME!!”（2023年7月28日、アミューズソフトエンタテインメント）
- 「SUPER HANDSOME LIVE 2024 “WE AHHHHH！”」Blu-ray（2024年10月30日、アミューズソフトエンタテインメント）

#### ドリフェス!の映像ソフト
- 『ドリフェス!1』Blu-ray&DVD（2016年12月2日、ハピネット）[74]
- 『ドリフェス!2』Blu-ray&DVD（2017年1月6日、ハピネット）[74]
- 『ドリフェス!3』Blu-ray&DVD（2017年2月2日、ハピネット）[74]
- 『ドリフェス!4』Blu-ray&DVD（2017年3月2日、ハピネット）[74]
- 『ドリフェス!5』Blu-ray&DVD（2017年4月4日、ハピネット）[74]
- 『ドリフェス!6』Blu-ray&DVD（2017年5月2日、ハピネット）[74]
- 2.5次元アイドル応援プロジェクト『ドリフェス!』Music Clip Blu-ray Documentary of DF Project（2017年4月26日、ランティス）[72]
- 『ドリフェス!R1』Blu-ray&DVD（2017年12月2日、ハピネット）
- 『ドリフェス!R2』Blu-ray&DVD（2018年1月6日、ハピネット）
- 『ドリフェス!R3』Blu-ray&DVD（2018年2月2日、ハピネット）
- DearDream 1st LIVE『Real Dream』Blu-ray（2018年2月21日、ランティス）
- 『ドリフェス!R4』Blu-ray&DVD（2018年3月2日、ハピネット）
- 5次元アイドル応援プロジェクト『ドリフェス!R』ドリフェス! presents BATTLE LIVE KUROFUNE vs DearDream LIVE Blu-ray（2018年9月12日、ランティス）
- 5次元アイドル応援プロジェクト『ドリフェス!R』ドリフェス! presents DearDream 1st LIVE TOUR 2018『ユメノコドウ』LIVE Blu-ray（2018年10月17日、ランティス）
- 5次元アイドル応援プロジェクト『ドリフェス!』Presents FINAL STAGE at NIPPON BUDOKAN『ALL FOR TOMORROW!!!!!!!』LIVE Blu-ray（2019年4月3日、ランティス）
- 『ドリフェス!研究室&ドリフェス!部 Special Edition』Blu-ray（2019年5月21日、アミューズソフトエンタテインメント）

## 書籍

### 写真集
- 溝口琢矢 ファースト写真集『QUIET!』（2019年6月28日、主婦と生活社）ISBN 978-4-391-15381-1

### 雑誌連載
- 月刊HMV&BOOKS『溝口琢矢のトークルーム』（2020年1月15日 - 3月15日、ローソンエンタテインメント）

### カレンダー
- 溝口琢矢 2020-2021 カレンダー『みぞたび〜京阪神編〜』（2020年3月、アミューズ）
- 溝口琢矢 2021-2022 カレンダー『みぞたび〜群馬ひとりキャンプ編〜』（2021年3月、アミューズ）
- 溝口琢矢 2022-2023 カレンダー『みぞたび〜屋久島ネイチャー編〜』（2022年2月、アミューズ）
- 溝口琢矢 2023-2024 カレンダー『みぞたび〜伊勢・志摩編〜』（2023年2月、アミューズ）
- 溝口琢矢 2024-2025 カレンダー『みぞたび〜祝！5周年・福井編〜』（2024年3月発売予定、アミューズ）[63]

### その他
- ドリフェス!オフィシャルサポーターブック（2016年11月30日、KADOKAWA アスキー・メディアワークス）[75]
- SPECIAL PHOTO COLLECTION -THE LIVE-（2018年7月中旬、アミューズ）